# Yujiro Haraguchi
Yujiro Haraguchi (原口 祐次郎 Haraguchi Yujiro?), född 30 september 1992 i Shizuoka prefektur, är en japansk fotbollsspelare.
Haraguchi började sin karriär 2015 i SP Kyoto FC. 2016 flyttade han till Fujieda MYFC.